# لينكد إن ليرننج
لينكد إن ليرننج (بالإنجليزية: LinkedIn Learning) منصة إلكترونية أمريكية تابعة لمجموعة لينكد إن تقدم دورات تعليمية بالفيديو أو بالبث المباشر يدرسها خبراء في مجال البرمجيات والمهارات الإبداعية مهارات الأعمال. تنقسم جميع الدورات التدريبية إلى ثلاث فئات وهم الأعمال، والإبداع، والتكنولوجيا.
تأسست المنصة في عام 1995 من قبل ليندا وينمان باسم ليندا.كوم قبل أن تستحوذ عليها منصة لينكد إن في عام 2015. في ديسمبر 2016، استحوذت مايكروسوفت على منصة لينكد إن.
تنتج المنصة دورات فيديو يقدمها خبراء في الصناعة. ويحصل الأعضاء على وصول غير محدود لمقاطع الفيديو التعليمية التي تقدمها الشركة. تقدم الشركة أيضًا مساقات باللغات الألمانية والفرنسية والإسبانية عبر شركة فيديو تو برين video2brain التابعة لها. يقع مقر الشركة في كاربينتيريا، كاليفرونيا، ولها أكثر من 500 موظف حول العالم.
في 9 أبريل 2015، أعلنت لينكد إن استحواذها على ليندا.كوم مقابل 1.5 مليار دولار. سيُدفع 58% منها نقدًا والباقي سيوزع على أسهم.

## التاريخ
في عام 1995، تأسست منصة لينكد إن ليرننج باسم ليندا. كوم في مدينة أوجي، كاليفورنيا بهدف توفير دعم عن طريق الإنترنت لكتب وفصول تعليم ليندا وينمان، رسامة مؤثرات خاصة وأستاذة وسائط متعددة أسست مدرسة فنون رقمية مع زوجها الفنان بروس هيفين.
في عام 2002، بدأت الشركة في تقديم دورات عبر الإنترنت. بحلول عام 2004، وجدت على المنصة 100 دورة تدريبية. في عام 2008، أعلنت الشركة عن البدء في إنتاج ونشر أفلام وثائقية عن القادة المبدعين والفنانين ورجال الأعمال.
في عام 2013، حصلت ليندا على أول تمويل لها بقيمة 103 مليون دولار من شركتي أسيل بارتنرز وسبيكترم إيكويتي مع مساهمات إضافية من صندوق ميريتك. في 14 يناير 2015، أعلن موقع ليندا. كوم عن حصوله على 186 مليون دولار تمويلا له من مجموعة تي بي جي الاستثمارية.
في 9 أبريل 2015، أعلنت منصة لينكد إن عن نيته في شراء ليندا. كوم في صفقة بقيمة 1.5 مليار دولار. استمرت المفاوضات 35 يوما فقط وأعلن لينكد إن اتمام الصفقة في 14 مايو 2015.
في عام 2016، بدأ موقع ليندا. كوم بث دورات تدريبية على تطبيق أبل تي في الخاص بهم.
في 13 يونيو 2016، أعلنت مايكروسوفت نيتها للاستحواذ على منصة لينكد إن في صفقة بقيمة 26.2 مليار دولار. في 8 ديسمبر 2016 أعلنت الشركة اتمام الصفقة.
في أكتوبر 2017، أعيد تسمية ليندا. كوم إلى لينكد إن ليرننج. وفي عام 2019، أعلنت المنصة التعليمية عن ضرورة إنشاء المستخدم صفحة شخصية لهم على لينكد إن للوصول إلى المكتبة التعليمية. قوبل القرار بحملة نقد من أمناء المكتبات وجمعية المكتبات الأمريكية.

## عمليات الاستحواذ
في فبراير 2013، استحوذت ليندا. كوم على فيديو2 براين، مزود نمساوي يقدم فصول تعليمية عبر الإنترنت في تصميم وبرمجة الويب، يوفر المزود التعليم بالعديد من اللغات مثل الألمانية، والفرنسية، والإسبانية والإنجليزية.
في 7 أبريل 2014، اشترت ليندا. كوم شركة كومبيلر، شركة كندية ناشئة.

## وصلات خارجية
- الموقع الرسمي
- نبذة عن موقع لينكد إن ليرننج